# العلاقات الإسرائيلية الماليزية
تشير العلاقات الإسرائيلية الماليزية إلى الروابط الثقافية والتجارية بين إسرائيل وماليزيا. لا يقيم البلدان أي علاقات دبلوماسية رسمية مع بعضهما في الوقت الحالي (اعتبارًا من عام 2019). ويحمل جواز السفر الماليزي عبارة: «يسمح هذا الجواز لحامله بالسفر لجميع البلدان عدا إسرائيل». ولا يُسمح لحاملي جواز السفر الإسرائيلي بالدخول إلى ماليزيا إلا بإذن كتابي من وزارة الشئون الداخلية الماليزية.

## تاريخ

### اتحاد مالايا
جرت أول مقابلة سياسية رسمية بين ماليزيا وإسرائيل عندما زار رئيس الخارجية الإسرائيلي، موشيه شاريت، كوالا لامبور في عام 1956 قبل إعلان استقلال اتحاد مالايا بعام واحد. وصف شاريت رد فعل مضيفه، تونكو عبد الرحمن، تجاه اقتراحه بتعيين سفير إسرائيلي في كوالا لامبور قائلًا أنه قابل اقتراحه «بالموافقة دون تردد». وفي 26 أغسطس 1957 بعث رئيس وزراء إسرائيل دافيد بن غوريون رسالة تهنئة لتونكو قائلًا فيها أن إسرائيل مستعدة لتجهيز الممثلين المناسبين لها في كوالا لامبور. وعندما حاولت مالايا أن تحصل على عضوية في للأمم المتحدة في عام 1957، صوتت إسرائيل لصالحها. وفي 23 ديسمبر 1957، أخبر أحد أعضاء وفد مالايا في الأمم المتحدة أحد أعضاء الوفد الإسرائيلي أن بلاده تعترف بدولة إسرائيل ولكنها لا تنوي إقامة أي علاقات دبلوماسية رسمية معها. وفي آخر شهر نوفمبر عام 1959 أخبر تونكو مبعوثًا إسرائيليًا أنه ليس بوسعه إقامة أي علاقات دبلوماسية مع إسرائيل نظرًا إلى معارضة الشعب المسلم في مالايا لذلك بشدة. وفي عام 1961، ذكر تونكو أيضًا أن بعض بلاد الشرق الأوسط (لا سيما مصر) ألحت عليه ألا يقيم علاقات دبلوماسية مع إسرائيل.

### اتحاد ماليزيا
واجهت إندونيسيا تأسيس دولة ماليزيا في عام 1963 بالمعارضة الشديدة. اتهمت إندونيسيا ماليزيا بأنها تتبنى مبدأ الاستعمار الحديث الذي يدعم مصالح بريطانيا. أدى هذا الخلاف إلى نشوب المواجهة الإندونيسية الماليزية بدايةً من عام 1963 وحتى 1966. كي تحفظ ماليزيا ماء وجهها أمام الدول المسلمة في الشرق الأوسط، قررت أن تعلن عن أنها دولة مسلمة، وأنها تستنكر وجود دولة إسرائيل. وفي مارس عام 1963 سمحت ماليزيا لشركة إسرائيلية تُدعى «أستراكو» بفتح فرع لها يُدعى «إنترآسيا» في كوالا لامبور. ولكن الشركة قررت نقل عملياتها إلى سنغافورة في عام 1964 لدواعي تجارية. رغم ذلك قررت وزارة الخارجية الإسرائيلية أن تبعث مسؤولًا من وزارتها لتلك الشركة للمحافظة على الكيان الإسرائيلي الوحيد في ماليزيا. كُلف موشي ييغار بتلك المهمة اعتبارًا من نوفمبر 1964 بصفته قائد المجال التجاري الإسرائيلي، لكن النية الحقيقية من وراء تلك المهمة هي إقامة علاقات دبلوماسية مع ماليزيا. بيد أن موشي طُرد من كوالا لامبور في يناير عام 1966 نتيجة الضغوط السياسية المحلية والضغوط السياسية الأجنبية من جانب الدول المسلمة.
عزلت ماليزيا نفسها عن إسرائيل بصفة متزايدة بحلول عام 1965؛ رفضت منح أي تصريحات لدخول الدبلوماسيين الإسرائيليين، وشاركت في أنشطة مناهضة لإسرائيل في الأمم المتحدة. وفي 23 أغسطس عام 1966 أعلن تونكو أن ماليزيا لم تعد تعترف بدولة إسرائيل أثناء خطابه في البرلمان الماليزي في كوالا لامبور، ووبخ سنغافورة على تعيينها مستشارين إسرائيليين بداخلها. وفي عام 1968، منعت ماليزيا البحارة الإسرائيليين من إرساء سفنهم في موانئ ماليزيا. وبحلول عام 1974 توقفت ماليزيا عن إصدار تصاريح الدخول للإسرائيليين تمامًا وقطعت جميع العلاقات التجارية. وفي ذات الوقت توسعت ماليزيا في علاقاتها الدبلوماسية مع الدول المسلمة في الشرق الأوسط؛ من دولتين فقط في عام 1967 إلى جميع الدول المسلمة اعتبارًا من عام 1991. على الرغم من عداوتها تجاه إسرائيل، أبدت ماليزيا بعض ردود الأفعال غير المدروسة في بعض الأحيان. ففي عام 1968 زار نجل تونكو، عبد الرحمن، إسرائيل بصفته ممثلًا لشركة أخشاب لمقابلة بعض رجال الأعمال هناك. وفي نوفمبر عام 1969 طلب ممثلي اتحاد الرياضة الآسيوي الماليزيون من زملائهم الإسرائيليين أن يدعموا سعي ماليزيا لاستضافة دورة الألعاب الآسيوية التي أُقيمت في عام 1974. وبعد تقاعد تونكو من منصب رئيس الوزراء، لم يبد رؤساء الوزراء الذين خلفوه أي اهتمام يُذكر بإسرائيل. لم تبد ماليزيا عداوة قوية تجاه إسرائيل إلا بعد انتخاب مهاتير محمد رئيسًا لوزراء ماليزيا، حينها فقط اشتدت العداوة من جانب ماليزيا.

### عهد مهاتير
في 27 يناير 1981، شجع مهاتير محمد الدول العربية أن تستعيد الأراضي الفلسطينية بالقوة، مضيفًا أن إسرائيل ليست منيعة ضد الهزيمة. وفي أبريل عام 1984، دعمت ماليزيا قرار منظمة التعاون الإسلامي بقطع العلاقات مع أي دولة تنقل سفيرها في إسرائيل إلى القدس. دعمت ماليزيا كذلك منظمة التحرير الفلسطينية، وسمحت بفتح فرع لها في كوالا لامبور عام 1974. وفي أغسطس عام 1982 مُنحت منظمة التحرير الفلسطينية حق التمثيل الدبلوماسي الكامل في ماليزيا في عهد الرئيس مهاتير. وفي ذات الوقت أعلن رئيس الخارجية الماليزي أن إسرائيل عليها أن تعترف أولًا بمنظمة التحرير الفلسطينية قبل أن تطلب من ماليزيا أن تعترف بإسرائيل. وفي أغسطس عام 1984، أُلغيت أوركسترا نيويورك فيلهارمونيك التي كان من المقرر أداءها عندما طالبت ماليزيا بحذف مقطوعة المحلن السويسري اليهودي، إرنست بلوخ، من البرنامج. تفوه مهاتير محمد أيضًا ببعض التصريحات المعادية للسامية في أكثر من موقف. ففي عام 1983 ادعى مهاتير أن اليهود يحاولون زعزعة الاستقرار في ماليزيا عن طريق وسائل الإعلام التي يتحكمون فيها. وفي عام 1986، واصل مهاتير تعليقاته المعادية لليهود قائلًا: «لم يتعظ اليهود من نفيهم من أراضيهم منذ ألفي عامًا، واضطهاد النازيين لهم؛ واستحالوا وحوشًا أشد سوءًا من أولئك الذين اضطهدوهم». هاجم مهاتير كذلك صحيفة النيويورك تايمز ووال ستريت جورنال الآسيوية زاعمًا أنها تنشر منشورات صهيونية. أثارت زيارة رئيس إسرائيل حاييم هرتصوغ لسنغافورة في عام 1986 نقدًا حادًا من جانب ماليزيا، ووصل الأمر إلى دعوات بقطع إمدادات المياه عن سنغافورة وحرق العلم السنغافوري. وفي عام 1992 منعت ماليزيا وفدًا إسرائيليًا على متن طائرة إل عال من النزول لحضور مؤتمر الطيران العالمي الذي عُقد في ماليزيا. في ديسمبر من نفس العام منعت ماليزيا لاعب كرة قدم إسرائيلي في فريق ليفربول من الدخول. واستجاب الفريق لذلك في النهاية بإلغاء الزيارة إلى ماليزيا. وفي مارس عام 1994 حظرت ماليزيا عرض فيلم «قائمة شندلر» الذي أنتجه المخرج الأمريكي ستيفن سبيلبرغ بدعوى أنه يهدف لدعم اليهود، ولكن بعد الاحتجاجات التي وقعت في الولايات المتحدة وأستراليا سمحت ماليزيا بعرض الفيلم بعد حذف المشاهد التي تحتوي على العنف أو الجنس. ولكن سبيلبرغ أصر على عرض الفيلم كاملًا أو ألا يعرض على الإطلاق، وفي النهاية سحب سبيلبرغ جميع أفلامه من ماليزيا.
خفف مهاتير من لهجته المعادية لإسرائيل بعد التوقيع على اتفاقية أوسلو الأولى بين إسرائيل ومنظمة التحرير الفلسطينية في سبتمبر عام 1993، وذكر أن إقامة علاقات دبلوماسية مع إسرائيل صار أمرًا مطروحًا للنقاش، ولكنه شدد على أن إسرائيل مُلزمة ببذل المزيد من الجهود لإعادة السلام في الشرق الأوسط وإعادة الأراضي الفلسطينية. تعهدت ماليزيا لاحقًا بمساعدة غزة وأريحا على إعادة بناء البنية التحتية الخاصة بهما ردًا على معاهدة أوسلو. ولكن في ديسمبر عام 1993، صرح مهاتير أن ماليزيا غير مستعدة لإقامة علاقات دبلوماسية مع إسرائيل لأنها لم تعترف بعد بدولة فلسطين، ولم تحل المشاكل القائمة بينها وبين فلسطين والدول العربية الأخرى. اتهم مهاتير الصهيونيين بأنهم يحاولون زعزعة سلامة ماليزيا وتدمير الإسلام. وفي يوليو عام 1994 سافر تونكو عبد الله (ابن ملك ماليزيا) إلى إسرائيل في زيارة خاصة. وعندما أصبحت تلك الزيارة علنية في ماليزيا، أنكر مهاتير أن حكومته كانت متورطة في ذلك أو على علم به. وفي عام 1994 سمحت ماليزيا لعدد صغير من الإسرائيليين بالمشاركة في عدة مؤتمرات في ماليزيا. وفي يناير عام 1996 قال وزير المالية الإسرائيلي أفراهام شوتشات أن إسرائيل تتطلع لإقامة علاقات دبلوماسية مع ماليزيا. ولكن وزير الخارجية الماليزي رد قائلًا أن بلاده ليست على عجلة في أمرها.
زعم مهاتير محمد أن جورج سوروس كان وراء الأزمة المالية الآسيوية التي حلت بماليزيا عام 1997 لأنه كان يتاجر بعملة الرينغيت الماليزية. تفوه مهاتير أيضًا بعبارات توحي باعتقاده بوجود «مؤامرة يهودية عالمية». عندما زار نائب رئيس الوزراء الماليزي، أنور إبراهيم، مدينة نيويورك، صرح مؤكدًا أن مهاتير يعتقد بوجود مؤامرة يهودية بالفعل. وبعدها بفترة قصيرة فصل مهاتير أنور من منصبه بتهمة الفساد والإساءات الجنسية. أثارت تصريحات مهاتير نقدًا عالميًا، لكنه لم يعتذر عنها.

## مقارنة بين البلدين
هذه مقارنة عامة ومرجعية للدولتين:
| وجه المقارنة                                              | إسرائيل                                                             | ماليزيا       |
| --------------------------------------------------------- | ------------------------------------------------------------------- | ------------- |
| المساحة (كم2)                                             | 20.77 ألف                                                           | 330.29 ألف    |
| عدد السكان (نسمة)                                         | 8.89 مليون                                                          | 31.62 مليون   |
| الكثافة السكانية (ن./كم²)                                 | 428.02                                                              | 95.73         |
| العاصمة                                                   | القدس                                                               | كوالالمبور    |
| اللغة الرسمية                                             | اللغة العبرية، اللغة العربية                                        | لغة ماليزية   |
| العملة                                                    | شيكل إسرائيلي جديد، شيكل إسرائيلي قديم، جنيه فلسطيني، جنيه إسرائيلي | رينغيت ماليزي |
| الناتج المحلي الإجمالي (بليون دولار)                      | 350.85 مليار                                                        | 314.50 مليار  |
| الناتج المحلي الإجمالي (تعادل القوة الشرائية) بليون دولار | 306.51 مليار                                                        | 817.43 مليار  |
| الناتج المحلي الإجمالي الاسمي للفرد دولار أمريكي          | 35.73 ألف                                                           | 9.77 ألف      |
| الناتج المحلي الإجمالي للفرد دولار أمريكي                 | 36.58 ألف                                                           | 25.64 ألف     |
| مؤشر التنمية البشرية                                      | 0.899                                                               | 0.779         |
| رمز المكالمات الدولي                                      | +972                                                                | +60           |
| رمز الإنترنت                                              | .il                                                                 | .my           |
| المنطقة الزمنية                                           | توقيت إسرائيل، Israel Summer Time ‏                                  | ت ع م+08:00   |

## منظمات دولية مشتركة
يشترك البلدان في عضوية مجموعة من المنظمات الدولية، منها:
| علم المنظمة | اسم المنظمة                               | تاريخ انضمام إسرائيل | تاريخ انضمام ماليزيا |
| ----------- | ----------------------------------------- | -------------------- | -------------------- |
|             | مؤسسة التنمية الدولية                     | 22 ديسمبر 1960       | 24 سبتمبر 1960       |
|             | الأمم المتحدة                             | 11 مايو 1949         | 17 سبتمبر 1957       |
|             | منظمة التجارة العالمية                    | 21 أبريل 1995        | ?                    |
|             | منظمة الشرطة الجنائية الدولية             | ?                    | ?                    |
|             | المركز الدولي لتسوية المنازعات الاستشارية | 22 يوليو 1983        | 14 أكتوبر 1966       |
|             | الاتحاد الدولي للاتصالات                  | 24 يونيو 1948        | 3 فبراير 1958        |
|             | الفريق المعني برصد الأرض                  | ?                    | ?                    |
|             | البنك الدولي للإنشاء والتعمير             | 12 يوليو 1954        | 7 مارس 1958          |
|             | الاتحاد البريدي العالمي                   | ?                    | ?                    |
|             | مؤسسة التمويل الدولية                     | 26 سبتمبر 1956       | 20 مارس 1958         |
|             | وكالة ضمان الاستثمار متعدد الأطراف        | 21 مايو 1992         | 6 ديسمبر 1991        |
|             | يونسكو                                    | 16 سبتمبر 1949       | 16 يونيو 1958        |

## وصلات خارجية
- موقع وزارة الخارجية الإسرائيلية
- موقع وزارة الخارجية الماليزية